# Museu Nino Bravo
El Museu Nino Bravo, és un museu espanyol amb seu a la població valenciana d'Aielo de Malferit (Vall d'Albaida). És un espai dedicat a mantenir viva la memòria de Nino Bravo, un dels cantants espanyols més populars a la dècada dels '70. Va ser inaugurat el 28 d'octubre de 2006 per l'alcaldessa de la població i la família de l'artista valencià.
La Col·lecció Museogràfica Permanent, que s'anomena Univers Nino aglutina un nombre important d'objectes personals i professionals cedits per la família, els fans i amics de Nino Bravo. Entre els seus fons hi ha més de mig miler d'objectes relacionats amb el cantant de Un beso y una flor: el micròfon i els vestits utilitzats per l'intèrpret durant les seves actuacions, la seva cartilla escolar, fotografies de la seva infància i joventut, instantànies inèdites del comiat de solter, cartells de les seves actuacions, nombrosos articles de premsa, el primer aparell de so utilitzat per Nino, imatges de les seves presentacions a televisions nacionals i internacionals.

## Història
La idea de crear un Museu dedicat al cantant valencià a la seva localitat natal, va sorgir després de l'homenatge '25 anys sense tu' el 1998, on el clam popular va ser obrir un espai monogràfic al seu paisà més internacional.
No és fins al 2003, durant els actes de la I trobada de Fans, familiars i amics, on es realitza la primera gran mostra de material cedit tant per la família com pels fans del cantant. La gran sorpresa va ser la troballa en una de les jaquetes del cantant del DNI. Aquesta primera exposició es va fer a l'antic parvulari de la localitat. Dins dels actes d'aquell dia hi havia el ple celebrat per la corporativa local, on es va obtenir el ferm compromís d'habilitar un espai on es pogués allotjar tot el material possible relacionat amb l'artista.
La Diputació de València va concedir al consistori d'Aielo de Malferit una subvenció de 66.198,02 euros per dur a terme la rehabilitació i la remodelació de les antigues escoles del municipi, edifici catalogat, amb la finalitat de crear un centre cultural que albergarà un museu dedicat a Nino Bravo, i la biblioteca municipal.
Des de llavors i fins a la inauguració del Museu, es va anar fent amuntegament del material que els fans, familiars i amics anaven donant fins a la creació museística. De manera temporal, l'exposició es va traslladar a una de les dependències Ajuntament d'Aielo de Malferit fins que fos habilitat l'emplaçament definitiu del Museu.
Un cop decidit l'emplaçament, i gràcies a les subvencions rebudes, el Museu Nino Bravo va poder ser inaugurat el 28 d'octubre del 2006, amb l'assistència de Cristina Mira, alcaldessa d'Aielo, juntament amb les filles del cantant, Mª Amparo i Eva. Tampoc van faltar a la cita la seva néta Marta, Pepe Juesas i Vicente López (membres del conjunt 'Los Superson's'), Manu Martínez (cunyat de Nino Bravo), i Vicente Moya 'Suco' (últim mànager del cantant). Van amenitzar la inauguració del Grup Coral d'Aielo i el Grup de Percussió dirigit per Joan Castelló.
El 13 d'abril del 2013, dins dels actes celebrats a Aielo de Malferit que commemoraven el 40è aniversari de la mort del cantant, Museu Nino Bravo estrenava nou disseny web, un nou Canal temàtic a la plataforma Youtube i el documental 'Aielo de Malferit. Bressol de Nino Bravo'. Així mateix l'ONCE va donar a conèixer el disseny del cupó commemoratiu dedicat a Nino Bravo.
L'any 2023, any en què es commemoren els 50 anys de la mort de l'artista, la Generalitat va subscriure un conveni de col·laboració entre Turisme Comunitat Valenciana i l'Ajuntament d'Aielo de Malfeit per a la millora de recursos turístics, destinant-se part dels diners (40000 €) per a la millora de l'adequació del museu a les instal·lacions actuals. aprofitant la rehabilitació de l'edifici seu del museu, i ampliant la col·lecció quan torni a la seva seu original.
A més dins dels actes d'homenatge a aquest cantant la Comissió Filatèlica de l'Estat va decidir el juny de 2023, emetre un segell de correu dedicat a Nino Bravo.

## Edifici
L'edifici principal del Museu són les antigues Escoles Nacionals San José de Calasanz, també conegudes com Les Escoles velles. Situat al nucli urbà, entre els carrers d'Orient, Sants de la Pedra i Ontinyent, l'edifici d'arquitectura civil data de l'any 1930. L'edifici és obra de l'arquitecte alcoià Vicente Valls Gadea.
A l'octubre de 2006, el pavelló de les nenes, com a Museu de Nino Bravo, i al maig de l'any següent, el pavelló dels nens com a Biblioteca Pública Municipal "Degà Ortiz i Sanz".